# AWOLNATION
«Awolnation» (estilizado en mayúsculas como «AWOLNATION») es un grupo estadounidense de música rock electrónico, indie rock, y rock alternativo. 
Está formada y liderada por Aaron R. Bruno, conocido anteriormente por ser el cantante de otros grupos como "Under The Influence of Giants", "Home Town Hero" e "Insurgence". El grupo firmó originalmente con el sello Red Bull Records, y su primer EP, Back from Earth, se lanzó en mayo de 2010 a través de ITunes. Un año después, el grupo publica su primer álbum de estudio, Megalithic Symphony, y el 29 de febrero de 2015 lanzan su segundo álbum «Run». Su tercer álbum, Here Come The Runts, fue lanzado mundialmente el 2 de febrero de 2018. A partir del 2019, la banda firmó con el sello discográfico Better Noise Music en el que han lanzado dos álbumes: Angel Miners & The Lightning Riders, publicado el 20 de abril de 2020 y My Echo, My Shadow, My Covers & Me el 5 de mayo de 2022.

## Historia

### Creación yBack from Earth(2009-2010)
Aaron Bruno firmó con Red Bull Records en 2009, luego de que se le preguntase si quería utilizar libremente el estudio de grabación Red Bull en Los Ángeles. Grabó algunas canciones en el estudio y finalmente firmó con la disquera, llamándolo más bien "una asociación", y se le permitió hacer las grabaciones que quería. Aaron Bruno ha estado con numerosas bandas antes de crear AWOLNATION, incluyendo «Home Town Hero» con Drew Stewart y «Under the Influence of Giants» con Dave Amezcua. 
Bruno escribe todas sus canciones él mismo, pero confía en amigos cercanos y familiares o artistas respetados por su orientación. El nombre AWOLNATION se deriva del apodo de secundaria de Aaron Bruno. En una entrevista con Kristin Houser del LA Music Blog, declaró que "se iría sin decir adiós porque era simplemente más fácil, así que de ahí salió el nombre AWOL" (Jerga del acrónimo militar de «Absent Without Leave», o en español: «Ausente Sin Permiso»).

### Megalithic Symphony (2011-2014)
La banda lanzó su álbum debut, Megalithic Symphony digitalmente el 15 de marzo de 2011, y físicamente el 29 de marzo de 2011 en Red Bull Records. Megalithic Symphony presenta un total de 14 pistas, incluyendo los sencillos "Sail", "Not Your Fault" y "Kill Your Heroes" (producido por Brian West). También se ofrecen pistas adicionales con la compra del álbum digital dependiendo de la tienda. Estas pistas incluyen "Shoestrings", "Swinging from the Castles" y "I've Been Dreaming".
El primer sencillo de la banda, "Sail", alcanzó el puesto # 10 en los Billboard Rock Songs de EE. UU. y se ha vuelto platino en los Estados Unidos y doble platino en Canadá. "Sail" apareció en el episodio "Whisky Tango Foxtrot" del programa de televisión de CBS The Good Wife, comerciales para el programa de televisión Fox House, el comercial de Nokia para Lumia y el comercial de PT para 4G LTE, y también es la música de fondo para Under Armour " Are You from Here ", presentando a Derrick Williams. "Sail" fue cubierto por Macy Gray (incluida en su álbum Covered) y por DevilDriver (en su álbum Winter Kills). "Sail" también se usó para una rutina de Sonya Tayeh en So You Think You Can Dance temporada 9, episodio 6; al final del episodio "Dog Soldiers" en la temporada 1 de Longmire; y apareció en la banda sonora de la película de terror de suspenso Playback, lanzada en marzo de 2012, y apareció en la película Disconnect (2013). La pista ganó una exposición aún mayor cuando se presentó durante la Ceremonia de Apertura Olímpica de BMW y en los puntos comerciales durante las transmisiones olímpicas. "Sail" se usó durante la emboscada inicial de CBC Hockey Night en Canadá el 18 de febrero de 2012, antes de un juego entre los Vancouver Canucks y Toronto Maple Leafs. También se usó a partir de marzo de 2013 en comerciales para la nueva serie de History Channel, Vikings. La canción también ha inspirado conversaciones entre bioéticos. "Sail" alcanzó su punto máximo en el no. 17 en los Billboard Hot 100 de EE. UU., 27 en las listas de Australia, 33 en las listas de Nueva Zelanda y 17 en la lista de sencillos del Reino Unido. "Sail" también se usó en el flyer de traje de alas de Jeb Corliss en la película de Youtube 'Grinding the Crack', que a junio de 2017 ha tenido más de 31 millones de visitas.
Otra de las canciones de la banda, "Burn It Down", aparece en el episodio de Sons of Anarchy "To Be, Act 1", y también es una de las canciones de radio del juego en Saints Row IV. También una de sus canciones "Guilty Filthy Soul" ha aparecido en el episodio "Break On Through" del programa de televisión de The CW The Vampire Diaries. Las canciones de la banda "Sail" y "All I Need" se presentan en el episodio de la temporada 1 "Gun!" de Common Law. La canción de la banda "Sail" también apareció en el episodio de la temporada 4 "Hot for Teacher" de Pretty Little Liars. "Kill Your Heroes" aparece al principio y al final de la temporada 3, episodio 2 de la serie de televisión canadiense Rookie Blue, y la remezcla de "Sail" junto con Innerpartysystem se escuchó en el episodio 8 de la misma temporada. También se usó en el episodio "The Wake-Up Bomb" de Covert Affairs. Además, "All I Need" se usó en el final de temporada del programa de NBC Whitney y "Kill Your Heroes" está en el episodio 9 de la temporada 4 de The 100.
El 6 de junio de 2012, la banda lanzó una lista llamada "I've Been Dreaming", para su descarga gratuita en su sitio web oficial. La lista extendida incluye 3 canciones inéditas ("I've Been Dreaming", "Shoestrings", "Swinging From The Castles") y versiones grabadas en vivo de "Kill Your Heroes", "Not Your Fault" y "People" que ellos tocaron en Toronto.
Lanzaron dos nuevas canciones, "THISKIDSNOTALRIGHT" y "Some Kind of Joke". Han lanzado una Edición Deluxe de Megalithic Symphony que incluye "Thiskidsnotalright", "Some Kind Of Joke", "Everybody's Got a Secret", canciones de su EP I've Been Dreaming, así como remixes de otras canciones de Megalithic Symphony.
"Megalithic Symphony" y el éxito inmediato de Sail expusieron a la banda a fanáticos de todos los géneros de música. Comenzaron a ganar fanáticos acérrimos tocando en varios festivales de música y recorriendo constantemente. Entre los años 2011 y 2014, AWOLNATION tocó 306 shows, 113 en el año 2012 solo, apoyando el álbum y sus sencillos.

### Run (2015-2016)
Se lanzaron 3 sencillos: su sencillo principal, "Hollow Moon (Bad Wolf)", se lanzó el 26 de enero, "Windows" el 3 de marzo y "I Am" el 17 de mayo.
La banda lanzó su segundo álbum de estudio, Run, el 17 de marzo de 2015. El álbum recibió críticas polarizantes pero positivas, y la banda recibió su primera crítica de Metacritic; con el álbum obteniendo un total de 68 de 100, de 6 críticos.
El 7 de abril de 2015, hicieron una aparición en Conan.
Alrededor del 3 de septiembre de 2015, Bruno confirmó que el guitarrista Drew Stewart había dejado la banda para pasar tiempo con su familia. Fue reemplazado por el guitarrista de Irontom, Zach Irons. En una entrevista con Premier Guitar, Irons dice que recibió una llamada de Aaron mientras estaba de gira con su banda Irontom para apoyar a AWOLNATION durante la gira Run. Aaron le preguntó si podía tomar el lugar de Drew. Zach dice que le llevó cuatro días enteros aprender todas las canciones donde apenas dormía y que apenas había ensayos. [Cita requerida] Una nota interesante sobre la actuación de Zach es que es diestro, pero toca la guitarra con la mano izquierda.
El 1 de diciembre de 2015, AWOLNATION lanzó una canción del lado B de Run llamada "Wichita Panamá" para el evento de Red Bull Records "Red Bull 20-Before-16" de diciembre. [20] Más tarde, en febrero de 2016, AWOLNATION lanzó el videoclip de la canción "Woman Woman" para Red Bull Records.
El 8 de julio de 2016, AWOLNATION lanzó una versión alternativa de Run llamada Run (Beautiful Things), donde la letra repetida "capaz de hacer cosas terribles" se reemplaza por "capaz de hacer cosas hermosas". El video musical muestra a una persona con una capa con el casco AWOL sosteniendo una linterna púrpura mientras sale del mar. A veces, la escena corta a una sirena con la persona mientras narra en la lírica "correr (run)".

### Here Come The Runts (2016-2018)
En una entrevista a finales de 2016, Aaron mencionó que tiene una visión de cómo podría sonar el siguiente álbum de AWOLNATION. Bruno explica que en los últimos 2 esfuerzos de AWOLNATION, se le ocurre lo que sea que esté pensando, lo toca y luego lo graba. Si bien aún planea usar este método hasta cierto punto, planea cambiar un poco el estilo de AWOLNATION. "Creo que la gente se está quemando al escuchar instrumentos robóticos y voces robóticas. Y aunque nunca he tenido voces robóticas, he tenido muchos elementos electrónicos". Aaron espera que las canciones impulsadas por la guitarra vuelvan a la vanguardia de la música alternativa. "Ha sido un poco abandonado, y parece que la mayoría de las discográficas han estado persiguiendo canciones como" Sail "y todas las otras canciones que siguieron en su camino".
A finales de 2016 / principios de 2017, AWOLNATION había comenzado a publicar mensajes crípticos en sus diversas cuentas de redes sociales con respecto a un nuevo álbum. El tema principal de estos mensajes parece hacer referencia a la inspiración para nuevas canciones, la grabación de material nuevo y el futuro de AWOLNATION. Una de estas fotos era de Aaron sentado en un amplificador con una guitarra en sus manos. Otro fue de Aaron y el baterista Issac Carpenter con la guitarra en la mano. Algunos de los hashtags incluidos con estas fotos fueron # 2017, #trilogy, #newalbum y #thesagacontinues.
El 24 de enero de 2017, Red Bull Records confirmó en su página de Facebook que AWOLNATION estaba de nuevo en el estudio.
El 12 de octubre de 2017, la banda lanzó un sencillo llamado "Passion" para ser presentado en el tercer álbum.
El 6 de noviembre de 2017, Aaron anunció el nuevo nombre del álbum, Here Come the Runts, junto con el lanzamiento de una nueva canción "Seven Sticks of Dynamite". AWOLNATION seguirá el lanzamiento del álbum con el Tour Here Come the Runts, que comenzó el 11 de febrero y que incluirá conciertos en Norteamérica y Europa. 
Here Come The Runts fue lanzado el 2 de febrero de 2018.

## Miembros

### Miembros actuales
- Aaron "AWOL" Bruno - cantante, guitarra rítmica (desde 2009)
- Isaac Carpenter - batería, percusión, coros (desde 2014)
- Zach Irons - guitarrista principal, coros (desde 2015)
- Daniel Saslow - programación, teclado (desde 2016)

### Miembros anteriores
- Jimmy Messer - guitarrista principal, coros de apoyo (2009-2010)
- Billy Mohler - bajo, coros (2009-2010)
- David Amezcua - bajo, sintetizadores, piano, órgano, coros (2010-2013)
- David Hoffman - bajo (2013)
- Hayden Scott - batería, percusión (2009-2013)
- Christopher Thorn - guitarrista principal
- Devin Bronson - guitarra principal, apoyo vocal, (2014)
- Tony Royster Jr. - batería (solo en la canción Soul Wars)
- Drew Stewart - guitarrista de apoyo, coros (2012-2015)
- Kenny Carkeet - guitarra rítmica, teclados, coros (2009-2016)

## Discografía

### Álbumes
Megalithic Symphony
- Lanzado: 15 de mayo de 2011
- Discográfica: Red Bull Records
- Formato: CD, vinilo y descarga digital.

Run
- Lanzado: 17 de marzo de 2015
- Discográfica: Red Bull Records
- Formato: CD y descarga digital

Here Come The Runts
- Lanzado: 2 de febrero de 2018
- Discográfica: Red Bull Records
- Formato: CD, vinilo y descarga digital.

Angel Miners & the Lightning Riders
- Publicación: 24 de abril de 2020
- Discográfica: Better Noise Music
- Formato: CD, vinilo y descarga digital.

My Echo, My Shadow, My Covers & Me
- Publicación: 5 de mayo de 2022
- Discográfica: Better Noise Music
- Formato: CD, vinilo y descarga digital.

### Extended Playlist
Back from Earth
- Lanzado: 18 de mayo de 2010
- Discográfica: Red Bull Records
- Formatos: CD, descarga digital

RE/SAIL
- Lanzado: 12 de abril de 2012
- Discográfica: Red Bull Recods
- Formato: Descarga digital

I've Been Dreaming
- Lanzado: 6 de junio de 2012
- Discográfica: Red Bull Recods
- Formato: descarga digital